# Okobo

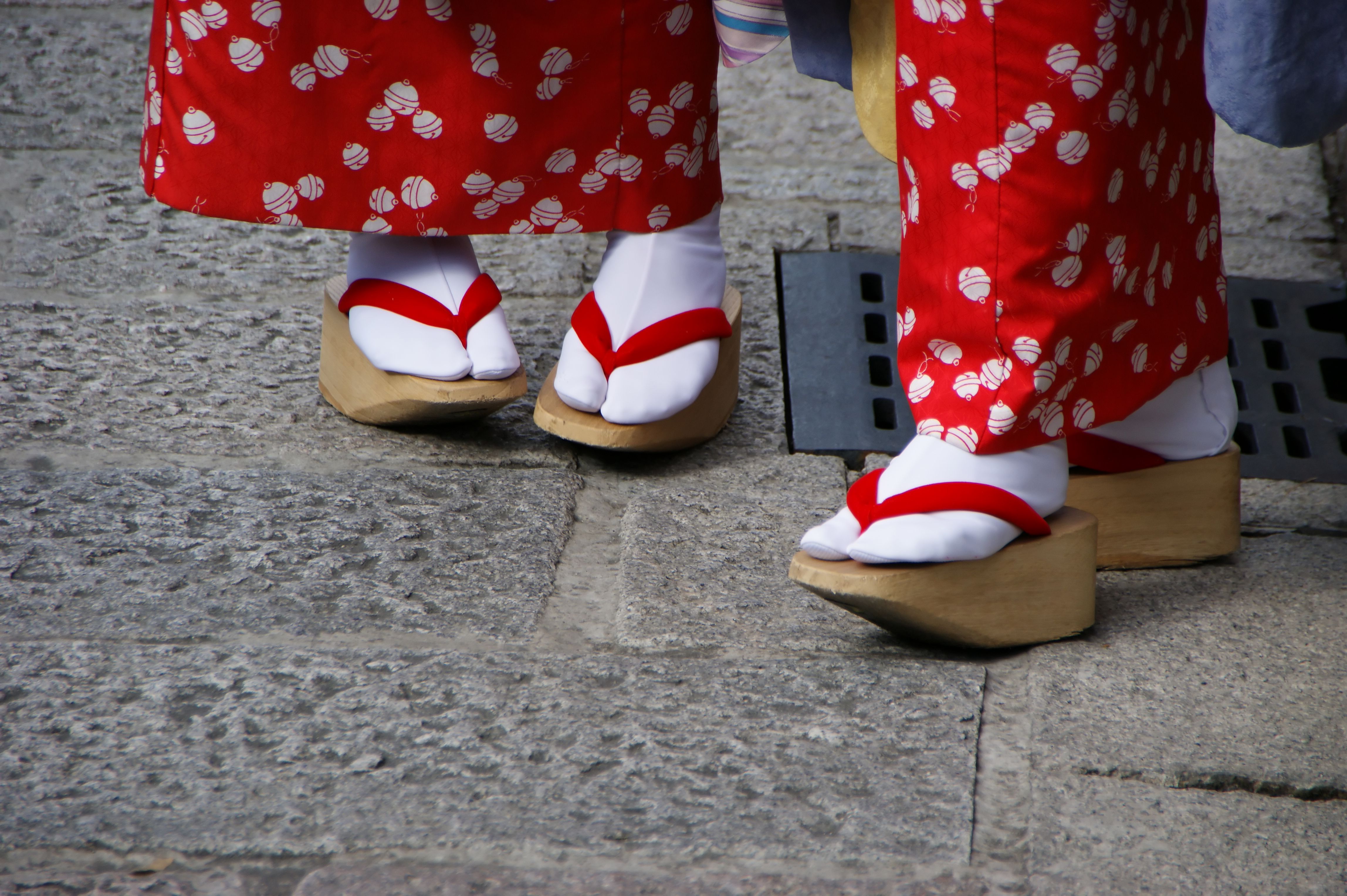
Okobo e nagajuban

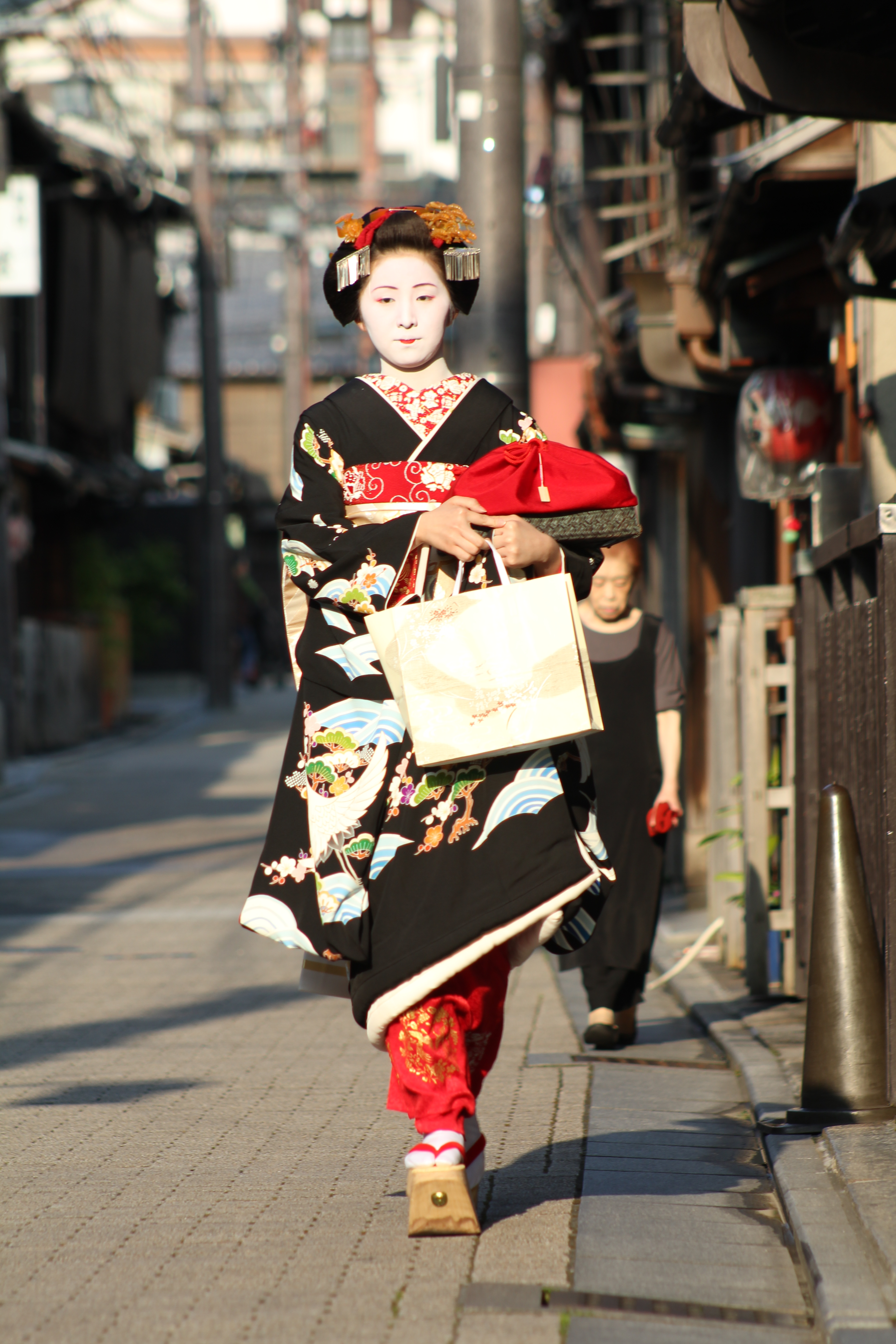
Maiko con degli okobo e calzini tabi

Gli okobo sono dei sandali tradizionali giapponesi indossati dalle maiko, ovvero le apprendiste geisha, sono simili alle geta, alle infradito e alle chopine in voga nella Venezia rinascimentale. Sono fatti con un solo blocco di legno scolpito ed hanno un tacco molto alto unico simile ad una zeppa scavato nella parte anteriore del piede, parte che quindi non poggia per terra normalmente ed hanno una stringa a forma di Y posizionata al centro della parte anteriore della suola, tra l'alluce e le altre dita che tiene il piede legato alla scarpa.
Di solito, la parte in legno non è rifinita o è rifinita in modo naturale, lasciando quindi il colore originale del legno, ma durante l'estate le maiko indossano degli okobo laccati di nero. La stringa è solitamente di colore rosso per le nuove maiko mentre è gialla per quelle che hanno quasi finito il loro apprendistato.
Gli okobo, a differenza delle geta, non vengono portati con gli yukata, ma con dei kimono molto formali.
Gli okobo sono chiamate anche pokkuri e koppori e vengono indossati anche dalle ragazze molto giovani oltre che dalle maiko. Questi nomi derivano dal suono che producono queste scarpe a contatto con il suolo.